# Референдумы в Швейцарии (1875)
Референдумы в Швейцарии проходили 23 января 1875 года. Новый федеральный закон устанавливающий и подтверждающий гражданское состояние и брак был одобрен небольшим перевесом голосов, тогда как федеральный закон об активном избирательном праве был, наоборот, небольшим перевесом голосов отвергнут.

## Избирательная система
Впервые в стране проходил т. н. факультативный референдум. В отличие от проводившихся ранее обязательных референдумов, которые требовали для одобрения как большинство голосов избирателей, так и большинство кантонов, для одобрения факультативного референдума необходимо только большинство голосов.

## Результаты

### Федеральный закон по установлению гражданского состояния и брака
| Выбор                                | Голосов | %    |
| ------------------------------------ | ------- | ---- |
| За                                   | 213 199 | 51,0 |
| Против                               | 205 069 | 49,0 |
| Недействительных/пустых бюллетеней   |         | –    |
| Всего                                | 418,268 | 100  |
| Зарегистрированных избирателей/ Явка |         |      |
| Источник: Nohlen & Stöver            |         |      |

### Федеральный закон по избирательному праву
| Выбор                                | Голосов | %    |
| ------------------------------------ | ------- | ---- |
| За                                   | 202 583 | 49,4 |
| Против                               | 207 263 | 50,6 |
| Недействительных/пустых бюллетеней   |         | –    |
| Всего                                | 409 846 | 100  |
| Зарегистрированных избирателей/ Явка |         |      |
| Источник: Nohlen & Stöver            |         |      |